# Woda święcona

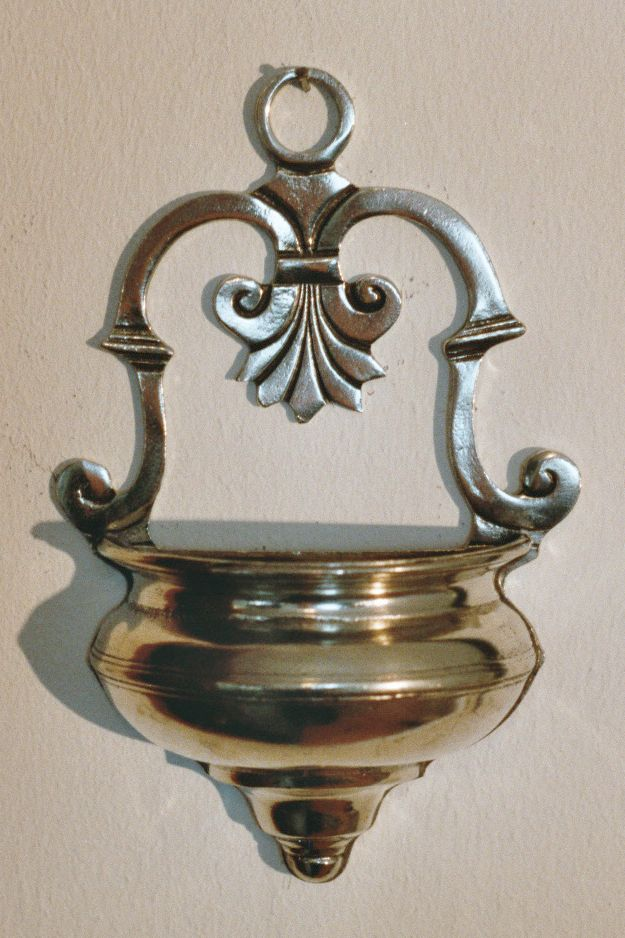
Aspersorium – naczynie na wodę święconą

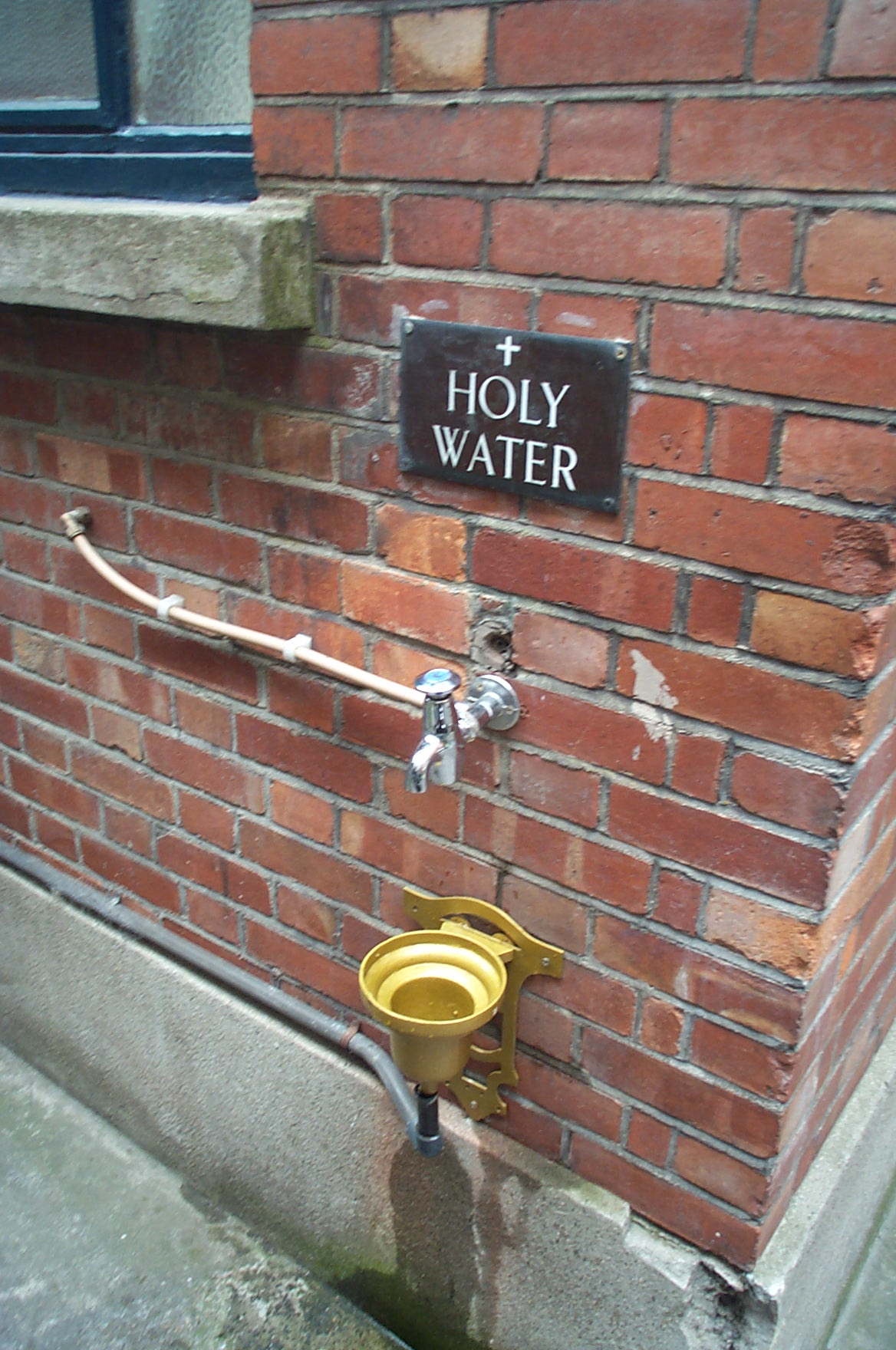
Kran z wodą święconą przy kościele św. Teresy w Dublinie

Woda święcona – sakramentalia występujące w niektórych wyznaniach chrześcijańskich. Woda święcona jest wodą pobłogosławioną przez biskupa, prezbitera lub diakona, przeznaczoną do udzielania chrztu lub błogosławienia osób, miejsc oraz rzeczy. Zwyczaj święcenia wody wynika z wiary w moc oczyszczającą wody, obecną już w Starym Testamencie, oraz z faktu chrztu Chrystusa w Jordanie. Został wprowadzony przez Kościół w II wieku po Chrystusie.

## Obrzęd poświęcenia wody w kościele rzymskokatolickim
W Kościele rzymskokatolickim obrzęd w formie uroczystej występuje w trakcie Triduum Paschalnego podczas Wigilii Paschalnej. Podczas tzw. liturgii chrzcielnej śpiewana jest wtedy Litania do Wszystkich Świętych. Następnie celebrans odmawia modlitwę, zanurzając paschał w naczyniu. Poza Triduum Paschalnym obrzęd ogranicza się zwykle do krótkiej modlitwy kapłana nad wodą. Kościół katolicki przyjmuje, że poprzez te obrzędy na wodę spływa błogosławieństwo nadające jej moc uświęcania.

### Formuła poświęcenia wody[1]
Wszechmogący, wieczny Boże, Ty chcesz, aby przez wodę, która podtrzymuje życie i służy do oczyszczenia, także nasze dusze zostały oczyszczone i otrzymały zadatek życia wiecznego, prosimy Cię, pobłogosław tę wodę, którą będziemy pokropieni w dniu Twoim, Panie. Odnów w nas źródło swojej łaski i broń od wszelkiego zła nasze dusze i ciała, abyśmy mogli zbliżyć się do Ciebie z czystym sercem i otrzymać Twoje zbawienie. Przez Chrystusa, Pana naszego. Amen.
lub:
Panie, Boże wszechmogący, Ty jesteś źródłem i początkiem życia ciała i duszy. Prosimy Cię, pobłogosław tę wodę, którą z ufnością się posługujemy, aby uprosić przebaczenie naszych grzechów i uzyskać obronę przeciwko wszelkim chorobom i zasadzkom Szatana. Spraw, Boże, w miłosierdziu swoim, niech źródła żywej wody zawsze tryskają dla naszego zbawienia, abyśmy mogli zbliżyć się do Ciebie wewnętrznie oczyszczeni i uniknęli wszelkich niebezpieczeństw duszy i ciała. Przez Chrystusa, Pana naszego. Amen.
Bądź w czasie okresu wielkanocnego:
Panie, Boże wszechmogący, wysłuchaj łaskawie próśb swojego ludu, który wspomina wspaniałe dzieło stworzenia i jeszcze wspanialsze dzieło odkupienia i pobłogosław tę wodę. Stworzyłeś ją, aby przez nią użyźniać ziemię oraz wzmacniać i oczyszczać nasze ciała. Woda była również narzędziem Twojego miłosierdzia: przez nią wyprowadziłeś Twój lud z niewoli i ugasiłeś jego pragnienie na pustyni. Prorocy zapowiedzieli wodę jako znak nowego przymierza, które miałeś zawrzeć z ludźmi. Przez wodę, którą Chrystus uświęcił w Jordanie, odnowiłeś w odradzającej kąpieli chrztu naszą upadłą naturę. Niech ta woda przypomina nam przyjęty chrzest, abyśmy się radowali z naszymi braćmi ochrzczonymi w czasie uroczystości wielkanocnych. Przez Chrystusa, Pana naszego. Amen.

## Wykorzystanie
Woda święcona jest używana podczas sakramentu chrztu świętego oraz jako sakramentalia, m.in. do święcenia domów, mieszkań, pojazdów czy podczas egzorcyzmów na osobach, a także obiektach, w celu odpędzenia demonów, złych duchów.
Używa jej się także przy wejściu do kościoła. Po zanurzeniu czubków palców w misie z wodą święconą można uczynić znak krzyża. Postawa ta ma przypomnieć obrzęd chrztu świętego, jako aktu przyłączenia do wspólnoty Kościoła.
Do celów liturgicznych jest przechowywana w naczyniach nazywanych aspersorium.
O skuteczności wody święconej w celu odpędzenia demonów (złych duchów) wspomina Teresa z Ávili: Wiele razy doświadczyłam, że nie ma rzeczy, przed którą [demony] bardziej uciekają, aby [już] nie powrócić. (..) Wielka musi być moc wody święconej.

## Higiena

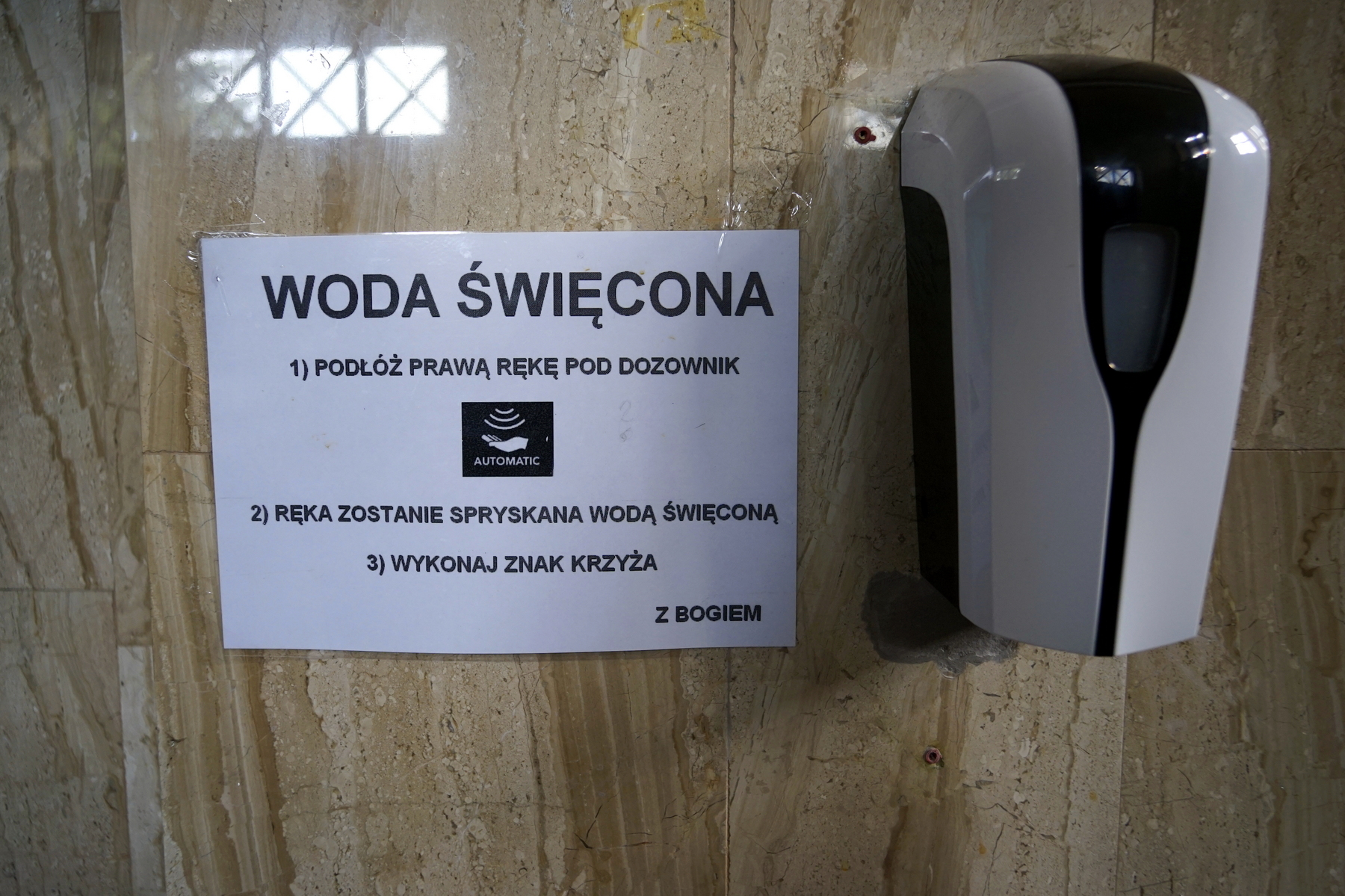
Automatyczny dozownik w czasie pandemicznym

Kropielnice z wodą święconą zostały zidentyfikowane jako potencjalne źródła bakteryjnych i wirusowych infekcji. Pod koniec XIX wieku, bakteriolodzy znaleźli gronkowce, paciorkowce, pałeczki okrężnicy, maczugowce błonicy oraz inne bakterie w próbkach wody święconej pobranej z kościoła w Sassari we Włoszech. W badaniu przeprowadzonym w roku 1995, 13 próbek zostało pobranych po tym jak pacjent z raną oparzeniową nabawił się infekcji bakteryjnej po zetknięciu z wodą święconą. Próbki w tym badaniu wykazały „szeroką gamę gatunków bakterii”, z których niektóre są w stanie spowodować zakażenia u ludzi.